# Catasetum richteri
Catasetum richteri är en orkidéart som beskrevs av Hamilton Dias Bicalho. Catasetum richteri ingår i släktet Catasetum och familjen orkidéer. Inga underarter finns listade i Catalogue of Life.